# Concrete Jungle Records
Concrete Jungle Records ist ein deutsches Independent-Label, das sich auf Punk, Rock und Hardcore Punk spezialisiert hat.

## Labelgeschichte
Das erste Mal erschien das Concrete Jungle Logo auf der Rejected Youth EP No Police State Coalition, welche bei dem damals angehörigen Independentlabel MSM1279 im September 2004 veröffentlicht wurde und über Broken Silence Independent Distribution vertrieben wurde. Seitdem fungierte Concrete Jungle Records als Mailorder und eröffnete im März 2005 im Nürnberger Stadtteil Gostenhof den gleichnamigen Plattenladen. Im Februar 2007 wurde MSM1279 eingestellt und der gesamte Labelkatalog von Concrete Jungle Records übernommen, das seitdem auch offiziell als Independentlabel agiert. Im Sommer 2007 wurde der Plattenladen geschlossen. 2009 wurde der Name Concrete Jungle Records an die F&M Feral Media GbR lizenziert, zu der unter anderem auch das Deutschpunk Independentlabel Aggressive Punk Produktionen gehört. Der Vertrieb erfolgt in Deutschland, Österreich und der Schweiz seit 2011 über Edel, in Großbritannien und Irland über Plastic Head Distribution, in den Benelux-Staaten über Sonic Rendezvous, in Skandinavien über Sound Pollution und in den USA / Kanada seit 2013 über Cobraside. Den digitalen Vertrieb betreut seit 2011 Kontor New Media.

## Künstler
Zu den Künstlern, die unter diesem Label produzieren befinden sich unter anderem:
- Adolescents
- A Good Deed
- Authority Zero
- Ashers
- Backslide
- Burning Lady
- Death by Stereo
- Goodbye Fairground
- Guerilla
- Meanbirds
- Modern Pets
- Obtrusive
- Palmchat
- Rejected Youth
- Riot Brigade
- Shark Soup
- Smoke Blow
- Stockyard Stoics
- The Confession
- The Creepshow
- The Filaments
- The Generators
- The Higgins
- The Hollowpoints
- The Movement
- The Peacocks
- The Turbo A.C.’s
- Ticking Bombs
- Total Chaos
- Val Sinestra
- Venerea
- Versus the World